# ساشا چانئو
ساشا چانئو (سیریلیک صربی: Саша Чађо؛ زادهٔ ۱۳ ژوئیهٔ ۱۹۸۹) بازیکن بسکتبال اهل صربستان است.
وی در مسابقات کشوری و بین‌المللی در مجموع برندهٔ ۱ مدال طلا، ۲ مدال برنز شده‌است.